# Litsea nemoralis
Litsea nemoralis är en lagerväxtart som först beskrevs av Thw., och fick sitt nu gällande namn av Henry Trimen. Litsea nemoralis ingår i släktet Litsea och familjen lagerväxter. Inga underarter finns listade i Catalogue of Life.